# François Biltgen
François Biltgen (* 28. září 1958, Esch-sur-Alzette) je bývalý lucemburský ministr pro zaměstnanost a předseda největší politické strany Chrëschtlech Sozial Vollekspartei.
Studoval v Paříži, 1987 byl zvolen do rady města Esch-Uelzecht. 1994 byl zvolen za poslance za Chrëschtlech Sozial Vollekspartei, 2003 byl zvolen jejím předsedou.

## Vyznamenání
- komtur Řádu za zásluhy Lucemburského velkovévodství – Lucembursko, 2000
- velkokříž Řádu prince Jindřicha – Portugalsko, 6. května 2005[1]